# Petras Ilgūnas
Petras Ilgūnas (* 2. Dezember 1918 in Bebrininkai, Rajongemeinde Vilkaviškis; † 25. Juni 2016 in Šiauliai) war ein litauischer Agronom.

## Leben
Petras Ilgūnas lernte am Rygiškių-Jonas-Gymnasium in Marijampolė und danach diente in der Armee Litauens. 1943 absolvierte er das Studium der Agronomie an der Lietuvos žemės ūkio akademija in Dotnuva (Rajongemeinde Kėdainiai). Ab 1944 war er Agronom in Vilkaviškis. Von 1948 bis 1954 arbeitete er in der Zuckerindustriebetrieben in Panevėžys und Pavenčiai in Kuršėnai. Ab 1954 arbeitete er in Šiauliai.

## Ehrung
- Ehrenbürger von Šiauliai, 2001